# Skogshuggare

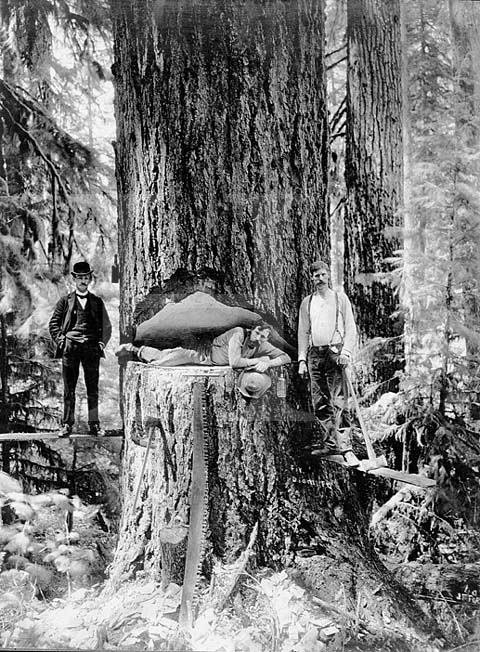
Skogshuggare med en timmersvans i Oregon omkring 1910

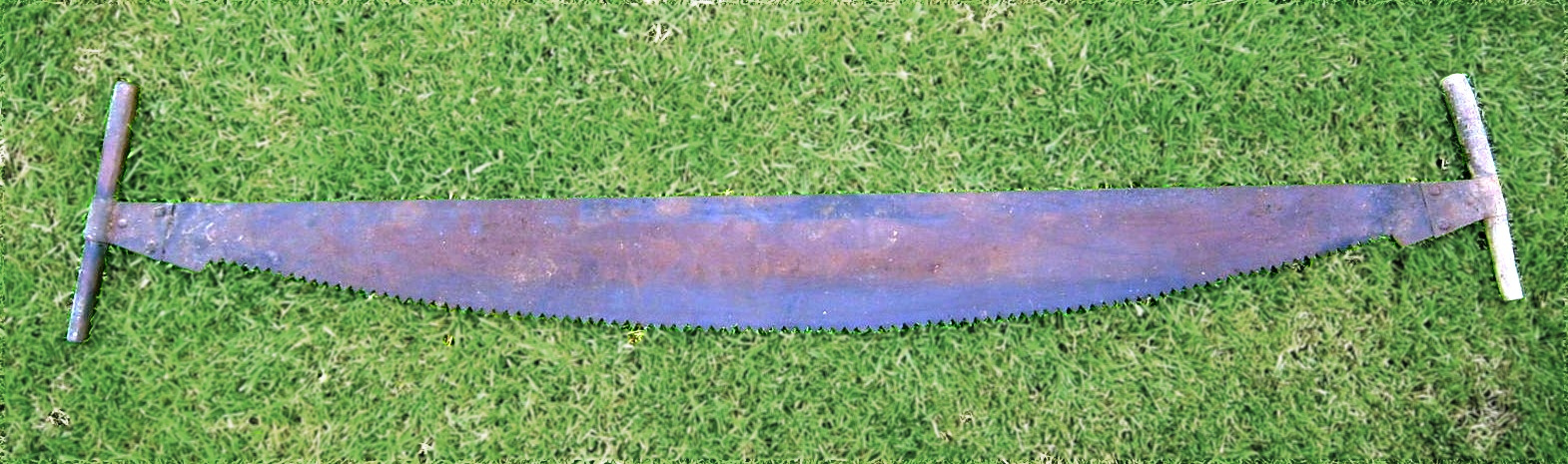
Stocksåg

Skogshuggare eller timmerhuggare är en person som fäller timmer och sågar av kvistar samt apterar timmer inför utförsel från skogen. 

## Historia
De tidigare skogshuggarna hade endast yxor för att fälla träden innan timmersvansens tillkomst. Timmersvansen är en grovtandad handsåg, och den finns för en eller två personer. Bågsåg är också en såg som har använts till klenare timmer och massaved. Under slutet av 1940-talet kom de första motorsågarna, och skogsbrukets mekanisering påbörjades. Runt 1960 hade motorsågen i princip helt ersatt handredskapen och dominerade avverkningsarbetet fram till 1980- talet, då avverkningsmaskiner mer och mer började ersätta de manuella huggarna. De nya krav som mekaniseringen ställde ledde till att man i slutet av 1950-talet startade utbildning till skogshuggare vid skogsbruksskola.

## Yrket idag
Idag kallas skogshuggaren ofta för manuell huggare eller skogsvårdare man kan utbilda sig till skogshuggare eller skogsmaskinsförare inom naturbruksprogrammet inriktning skog, en treårig utbildning. Även kortare NY-, YH-, och yrkesvux-utbildningar finns. 
Att arbeta som skogshuggare idag kräver en god utbildning och en uppövad erfarenhet. Skogshuggaren måste, utöver sitt kunnande med maskiner, ha ett gott säkerhetstänkande och omdöme för att minimera risken för olyckor. De senaste årens miljö- och naturmedvetenhet har även ökat kraven på skogshuggaren. Skogshuggaren ska, utöver utforslandet av timmer, driva naturvård och värna om miljön i skogen, särskilt den biologiska mångfalden.
Dagens skogsarbete sker i huvudsak med skogsmaskiner, skördare för fällning och skotare och utkörning av timmer samt massaved. Men fortfarande arbetar man som skogshuggare även manuellt, med hjälp av motorsåg och röjsåg, även återplantering sker med manuellt arbete.
Många skogshuggare äger sina maskiner och driver därigenom sina egna företag, dessa kan sedan jobba på entreprenad åt större bolag som ex. Stora Enso, Sveaskog eller Södra med flera.
Genom höga pensionsavgångar och låg nyrekrytering kommer bristen på skogshuggare och skogentreprenörer att öka inom den närmaste framtiden. Yrket är starkt mansdominerat.

## Kända skogshuggare
- Hans Børli

## Fiktiva skogshuggare
- Paul Bunyan
- Snorke Anka